# مکرم
مکرم (به عربی: مکرم) یک منطقهٔ مسکونی در یمن است که در استان حدیده واقع شده‌است.